# 藤原賢子
藤原 賢子（ふじわら の けんし/かたいこ、天喜4年（1057年） - 応徳元年9月22日（1084年10月24日））は、第72代白河天皇の中宮、第73代堀河天皇の生母。太政大臣・藤原師実の養女。実父は右大臣・源顕房、母は源隆俊の女・隆子。白河天皇の寵愛の后であり、その死をかなしんで天皇は数日食事をとらなかったという。贈皇太后。名は「かたこ」ともよむ。

## 生涯
延久3年（1071年）3月9日、東宮・貞仁親王に入内する。貞仁親王即位（白河天皇）に伴い、延久5年（1073年）7月23日に女御となり、翌6年（1074年）6月20日に中宮に冊立された。この時懐妊中であり、同年（改元して承保元年）12月、第一皇子・敦文親王を産む。承保4年（1077年）に敦文親王は夭折するが、承暦3年（1079年）に善仁親王（後の堀河天皇）を出産。他に媞子内親王（郁芳門院）、令子内親王、禛子内親王を産んだ。応徳元年9月22日、28歳で崩御。
賢子を非常に寵愛した白河天皇は、賢子が重態に陥った時も宮中の慣例に反して退出を許さず、ついに崩御した際には亡骸を抱いて号泣し、食事も満足に取らなかった。これを見かねた権中納言・源俊明が、天皇は穢れに触れてはいけないからと遷幸を勧めると、「例はこれよりこそ始まらめ」と反論した。白河天皇の嘆きはひとかたならず、応徳3年（1086年）円光院を建て遺骨を納め、毎月仏像を造り、さらに円徳院・勝楽院・常行堂などを建てて供養した。陵は京都市伏見区の上醍醐陵。
後三条院とその母陽明門院は、藤原北家御堂流を外戚の地位から外すために、白河天皇の異母弟・実仁親王、さらにその弟の輔仁親王（摂関家に冷遇された三条源氏の系譜）に皇位を継がせる意志を持ち、譲位時に実仁親王を白河天皇の皇太弟と定めた。白河天皇はこれに反発し、応徳2年（1085年）に実仁親王が疱瘡により15歳で夭折すると、その翌年には賢子所生の善仁親王を皇太子に立てその日のうちに譲位してしまった。これを契機として院政という政治形態が成立してゆくことになる。
寛治元年（1087年）12月28日、堀河天皇が即位すると皇太后を追贈されている。